# Leighton (Alabama)
Leighton is een plaats (town) in de Amerikaanse staat Alabama, en valt bestuurlijk gezien onder Colbert County.

## Demografie
Bij de volkstelling in 2010 werd het aantal inwoners vastgesteld op 729.

## Geografie
Volgens het United States Census Bureau beslaat de plaats een oppervlakte van
2,6 km², geheel bestaande uit land. Leighton ligt op ongeveer 201 m boven zeeniveau.

## Plaatsen in de nabije omgeving
De onderstaande figuur toont nabijgelegen plaatsen in een straal van 20 km rond Leighton.

## Geboren in Leighton
- Percy Sledge (1940-2015), soulzanger (When a Man Loves a Woman)